# Nemesia incerta
Nemesia incerta is een spinnensoort in de taxonomische indeling van de bruine klapdeurspinnen (Nemesiidae).
Nemesia incerta werd in 1874 beschreven door O. P.-Cambridge.